# Smithland, Kentucky
Smithland är administrativ huvudort i Livingston County i Kentucky. Orten har fått sitt namn efter upptäcktsresanden James Smith. Enligt 2010 års folkräkning hade Smithland 301 invånare.